# William Donald Borders
William Donald Borders (1913–2010) là một Giám mục người Hoa Kỳ của Giáo hội Công giáo Rôma. Ông từng đảm nhiệm vai trò Giám mục chính tòa Tiên khởi Giáo phận Orlando (1968–1974), Tổng giám mục đô thành Tổng giáo phận Baltimore (1974–1989). Ông cũng là vị Giám mục Giáo hội Công giáo Rôma Tiên khởi "đại diện" quản lý Mặt Trăng, theo Giáo luật năm 1917.

## Thân thế
William Donald Borders sinh ngày 9 tháng 10 năm 1913 tại Washington, bang Indiana, Hoa Kỳ. Ông là người con thứ ba trong tất cả bảy người con của ông Thomas Martin và bà Zelpha Ann (nhũ danh Queen) Borderws. Khi ông chào đời xảy ra một trận lụt, khiến bác sĩ phải đến nhà của họ bằng thuyền. Sau khi theo học trường tiểu học Công giáo và trường trung học, ông bắt đầu nghiên cứu về chức tư tế tại Chủng viện Saint Meinrad vào năm 1932.
Ông chuyển đến Tổng Giáo phận New Orleans ở Louisiana năm 1936 sau khi Tổng Giám mục Joseph Francis Rummel thực hiện lời kêu gọi cho các linh mục và chủng sinh. Ông hoàn thành nghiên cứu của mình tại Chủng viện Notre Dame ở New Orleans.

## Linh mục
Sau quá trình tu tập dài hạn, Phó tế Borders, 27 tuổi tiến đến việc được truyền chức linh mục. Nghi thức truyền chức được cử hành vào ngày 18 tháng 5 năm 1940, bởi Tổng giám mục Joseph Francis Rummel, Tổng giám mục đô thành Tổng giáo phận New Orleans, Louisiana. Tân linh mục là thành viên linh mục đoàn Tổng giáo phận New Orleans. Hơn hai mươi năm sau đó, vào ngày 22 tháng 7 năm 1961, ông trở thành linh mục của Giáo phận Baton Rouge, tách từ Tổng giáo phận New Orleans.

## Giám mục
Sau 28 năm trong cương vị là một linh mục, ngày 2 tháng 5 năm 1968, Tòa Thánh loan tin Giáo hoàng đã quyết định tuyển chọn linh mục William Donald Borders gia nhập Giám mục đoàn Công giáo Hoàn vũ, qua việc bổ nhiệm vị này làm Giám mục chính tòa Tiên khởi Giáo phận Orlando. Lễ tấn phong cho vị giám mục Tân cử được tổ chức sau đó vào ngày 14 tháng 6 cùng năm, với phần nghi thức truyền chức chính yếu được cử hành cách trọng thể bởi 3 giáo sĩ cấp cao, gồm chủ phong là Tổng giám mục Luigi Raimondi, Khâm sứ Tòa Thánh tại Hoa Kỳ. Hai vị giáo sĩ còn lại, gồm có Giám mục Robert Emmet Tracy, giám mục chính tòa Giáo phận Baton Rouge, Louisiana và Giám mục Louis Abel Caillouet, giám mục phụ tá Tổng giáo phận New Orleans. Tân giám mục chọn cho mình châm ngôn: AUSCULTABO UT SERVIAM.
Nhiệm vụ khám phá Mặt Trăng của tàu không gian mang tên Apollo 11 khởi động từ Cape Canaveral vào ngày 16 tháng 7 năm 1969. Chuyến thắm hiểm thành công khi lần đầu tiên đưa được con người đặt chân lên Mặt Trăng. Song song với việc du hành vũ trụ, tàu Apollo 11 cũng làm cho Giám mục Borders trở thành Giám mục Tiên khởi của Mặt trăng, với căn cứ là một khoản Giáo luật năm 1917 khá tối nghĩa và có hiệu lực trong thời gian này. Khoản giáo luật này định rằng: Bất kỳ lãnh thổ mới được phát hiện nào sẽ phụ thuộc thẩm quyền vị giám mục từ nơi phát xuất cuộc thám hiểm.
Sau đó, Giám mục Borders đã thực hiện một chuyến viếng thăm Ad limina, gặp gỡ với  Giáo hoàng Phaolô VI và tình cờ nói với giáo hoàng: "Có lẽ Ngài đãi biết, thưa Đức Thánh Cha, tôi là giám mục của mặt trăng." Phát biểu của ông làm Giáo hoàng khá lúng túng khiến  Giám mục Borders phải trích dẫn Giáo luật và trình bày cho giáo hoàng.

## Tổng giám mục
Sau 6 năm đảm nhiệm vai trò Giám mục chính tòa Giáo phận Orlando, ngày 25 tháng 3 năm 1974, Tòa Thánh loan tin Giáo hoàng đã quyết định thuyên chuyển giám mục Borders, thăng hàm Tổng giám mục, với chức danh chính thức là Tổng giám mục đô thành Tổng giáo phận Baltimore, bang Maryland. Tân Tổng giám mục chính thức nhận giáo phận, đánh dấu bằng nghi thức vào ngày 26 tháng 6 năm 1974.
Ngày 6 tháng 4 năm 1989, Tòa Thánh chấp thuận cho Tổng giám mục William Donald Borders về hưu vì lý do tuổi tác, theo Giáo luật. Ông đã giữ chức Tổng giám mục Baltimore đến gần 25 năm.
Năm 2003, Borders chuyển đến Cộng đồng hưu trí Mercy Ridge ở Lutherville, Maryland. Sau đó, ông chuyển đến Stella Maris Hospice ở Timonium gần đó, bang Maryland, sau khi được chẩn đoán mắc bệnh ung thư đại tràng.
Ngày 19 tháng 4 năm 2010, ông qua đời, thọ 97 tuổi. Ông là vị giám mục Công giáo sống thọ thứ tư của Hoa Kỳ và là giám mục sống thọ nhất của cả hai giáo phận Orlando và Baltimore.